# Bristol (Town, Dane County)
Die Town of Bristol ist eine von 34 Towns im Dane County im US-amerikanischen Bundesstaat Wisconsin. Im Jahr 2010 hatte die Town of Bristol 3765 Einwohner.
Town hat in Wisconsin eine grundlegend andere Bedeutung als im übrigen englischsprachigen Bereich. Vielmehr entspricht sie den in den anderen US-Bundesstaaten üblichen Townships, die nach dem County die nächstkleinere Verwaltungseinheit bilden.
Das Gebiet der Town of Bristol ist Bestandteil der Metropolregion Madison.

## Geografie
Die Town of Bristol liegt im Süden Wisconsins im nordöstlichen Vorortbereich der Hauptstadt Madison. Der am Mississippi gelegene Schnittpunkt der drei Bundesstaaten Wisconsin, Iowa und Minnesota liegt rund 200 km westnordwestlich; nach Illinois sind es rund 95 km in südlicher Richtung.
Die Koordinaten des geografischen Zentrums der Town of Bristol sind 43°14′45″ nördlicher Breite und 89°10′43″ westlicher Länge. Sie erstreckt sich über eine Fläche von 89,1 km². 
Die Town of Bristol liegt im Nordosten des Dane County und grenzt an folgende Nachbartowns und selbständige Gemeinden: 
| Town of Leeds (Columbia County) | Town of Hampden (Columbia County)           | Town of Columbus (Columbia County) |
| Town of Windsor                 | Kompassrose, die auf Nachbargemeinden zeigt | Town of York                       |
| City of Sun Prairie             | Town of Sun Prairie                         | Town of Medina                     |

## Verkehr
Von Nordost nach Südwest verläuft der vierspurig ausgebaute U.S. Highway 151 durch das Gebiet der Town of Bristol. Daneben führen noch die County Highways N und V durch die Town. Alle weiteren Straßen sind untergeordnete Landstraßen sowie teils unbefestigte Fahrwege.
Der nächste Flughafen ist der Dane County Regional Airport in Wisconsins Hauptstadt Madison (rund 25 km südwestlich).

## Bevölkerung
Nach der Volkszählung im Jahr 2010 lebten in der Town of Bristol 3765 Menschen in 1302 Haushalten. Die Bevölkerungsdichte betrug 42,3 Einwohner pro Quadratkilometer. In den 1302 Haushalten lebten statistisch je 2,89 Personen. 
Ethnisch betrachtet setzte sich die Bevölkerung zusammen aus 95,6 Prozent Weißen, 0,7 Prozent Afroamerikanern, 0,2 Prozent amerikanischen Ureinwohnern, 1,0 Prozent Asiaten, 0,1 Prozent Polynesiern sowie 0,8 Prozent aus anderen ethnischen Gruppen; 1,6 Prozent stammten von zwei oder mehr Ethnien ab. Unabhängig von der ethnischen Zugehörigkeit waren 2,4 Prozent der Bevölkerung spanischer oder lateinamerikanischer Abstammung. 
28,6 Prozent der Bevölkerung waren unter 18 Jahre alt, 64,0 Prozent waren zwischen 18 und 64 und 7,4 Prozent waren 65 Jahre oder älter. 49,1 Prozent der Bevölkerung war weiblich.
Das mittlere jährliche Einkommen eines Haushalts lag bei 98.398 USD. Das Pro-Kopf-Einkommen betrug 38.577 USD. 3,9 Prozent der Einwohner lebten unterhalb der Armutsgrenze.

## Ortschaften in der Town of Bristol
Neben Streubesiedlung existieren in der Town of Bristol noch folgende gemeindefreie Siedlungen:
- Bakers Corners
- East Bristol
- North Bristol